# Pepinieră
Pepiniera este o suprafață de teren destinată producerii de material săditor pomicol sau viticol.